# Acacia robynsiana
Acacia robynsiana är en ärtväxtart som beskrevs av Hermann Merxmüller och Annelis Schreiber. Acacia robynsiana ingår i släktet akacior, och familjen ärtväxter. IUCN kategoriserar arten globalt som nära hotad. Inga underarter finns listade i Catalogue of Life.